# Yimas
Le yimas est une langue papoue parlée en Papouasie-Nouvelle-Guinée, dans la province de Sepik oriental.

## Classification
Le yimas fait partie des langues lower sepik qui sont rattachées à la famille des langues lower sepik-ramu.

## Phonologie
Les tableaux présentent les voyelles et les consonnes du yimas.

### Voyelles
|         | Antérieure | Centrale | Postérieure |
| ------- | ---------- | -------- | ----------- |
| Fermée  | i [i]      | ɨ [ɨ]    | u [u]       |
| Ouverte |            | a [a]    |             |

### Consonnes
Le yimas n'a pas d'affriquées. Cependant [s] et [t͡ʃ] sont en distrubution complémentaire.
|              |              | Bilabiales | Dentales | Dorsales | Dorsales |
| ------------ | ------------ | ---------- | -------- | -------- | -------- |
| Palatales    | Vélaires     | Bilabiales | Dentales |          |          |
| Occlusives   | Occlusives   | p [p]      | t [t]    |          | k [k]    |
| Fricative    | Fricative    |            | s [s]    |          |          |
| Nasale       | Nasale       | m [m]      | n [n]    | ny [ɲ]   | ŋ [ŋ]    |
| roulée       | roulée       |            | r [r]    |          |          |
| liquide      | liquide      |            |          | ly [ʎ]   |          |
| semi-voyelle | semi-voyelle | w [w]      |          | y [j]    |          |

## Sources
- (en) William A. Foley, 1986, The Papuan Languages of New Guinea, Cambridge Language Surveys, Cambridge, Cambridge University Press (1999),  (ISBN 0-521-28621-2)